# Никола Малбаша (глумац)
Никола Малбаша (Београд, 23. мај 1994) српски је телевизијски, филмски и позоришни глумац.

## Биографија
Рођен је 23. маја 1994. године у Београду. Завршио је Трећу београдску гимназију (2008—2012), билингвално француско одељење, а након тога и Факултет драмских уметности у Београду (2012—2016), у класи Гордане Марић. Пре него што је уписао факултет, похађао је Студио глуме Сандре Родић Јанковић.

## Каријера

### Филм и телевизија
Прво искуство са глумом имао је 2005. године, када се појавио у епизоди Један жути цвет, ТВ серије Смешне и друге приче, а након тога у улози Аце у кратком филму Изгледа да смо сами, који је објављен 2015. године.
У периоду 2015—2016 глумио је у четири епизоде ТВ серије Андрија и Анђелка у улози Владе, а након тога појавио се као каратиста у филму Јесен самураја из 2016. године. Године 2017. појавио се у филму Афтерпарти, а наредне године као Крис у краткометражном филму Right to be forgotten.  Током 2018. појавио се у једној епизоди ТВ серије Жигосани у рекету у улози Јовића, као и у епизоди под називом Љубавне ране серије Шифра Деспот у улози младића. У ТВ серији  Моја генерација Z глумио је у двадесет и четири епизоде у улози Дарка, а након тога био је и у улози Матије у девет епизода друге сезоне ТВ серије Истине и лажи, која се емитовала 2019. године.
У јануару 2017. године појавио се у реклами оператора мобилне телефоније Вип мобајл, а у марту 2018. године у реклами за Јогуд, компаније Имлек.
Остварио је улогу Мише у серији И без муке има науке, која се емитовала од септембра 2017. до марта 2018. године на Радио телевизији Србије.

### Позориште
У септембру 2014. године остварио је улогу Бориса Давидовича у позоришној представи Гробница за Бориса Давидовича, коју је режирао Ивица Буљан. У јуну 2015. године освојио је Прву награду на Интернационалном фестивалу франкофоног позоришта у Познању, за улогу у представи Адађо. У марту 2015. године остварио је улогу у представи Камени гост. У јулу исте године остварио је улогу у представи Вино у француској музици, а у септембру 2015. глумио је у представи Чаробњак из оза, позоришта „Бошко Буха” из Београда. Наредне године у јуну играо је у представи Петар Пан, такође у позоришту „Бошко Буха”, а наредног месеца у представи Адађо на фестивалу у у Авињону у позоришту „Гилгамеш”.
У јуну 2016. године оставио је улогу у представи Стереотиписани, у граду Ла Бол Екублак у Француској. У октобру 2017. године глумио је у представи Бура позоришта „Душко Радовић” Београд, а наредне године у марту у представи Клошмерл, Београдског драмског позоришта.
Имао је улогу и у представи за децу под називом Књига о џунгли у позоришту „Душко Радовић”, а она је премијерно изведена 2. марта 2018. У априлу 2018. године. остварио је улогу у представи Зачарани времеплов, коју је продуцирао Андрија Милошевић, а изведена је на позоришној сцени „Театар на Брду”.
Малбаша је оставио улогу и у позоришној представи Бонтон, у улози Раке, која је премијерно изведена 25. маја 2018. године на сцени позоришта „Душко Радовић”. У улози господина Монтфорда појавио се у представи Идеалан муж, која је премијерно изведена 20. фебруара 2019. године на сцени Београдског драмског позоришта.

## Филмографија
| Год.      | Назив                 | Улога             |
| --------- | --------------------- | ----------------- |
| 2000-е    |                       |                   |
| 2005.     | Смешне и друге приче  |                   |
| 2010-е    |                       |                   |
| 2015.     | Изгледа да нисмо сами | Аца               |
| 2015—2016 | Андрија и Анђелка     | Влада             |
| 2016.     | Јесен самураја        | каратиста 1       |
| 2017.     | Афтерпарти            | Вељко             |
| 2018.     |                       | Крис              |
| 2018.     | Жигосани у рекету     | Јовић             |
| 2018.     | Шифра Деспот          | младић            |
| 2019.     | Моја генерација Z     | Дарко             |
| 2019.     | Истине и лажи         | Матија            |
| 2020-е    |                       |                   |
| 2020.     | Ургентни центар       | Виктор Мештеровић |
| 2021.     | Коло среће            | Ђорђе Ристић      |